# 訃報 1977年6月
訃報 1977年6月（ふほう 1977ねん6がつ）では、1977年（昭和52年）6月中に物故した、又は物故が報じられた人物についてまとめる。

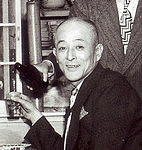
小西得郎 / 6月9日没

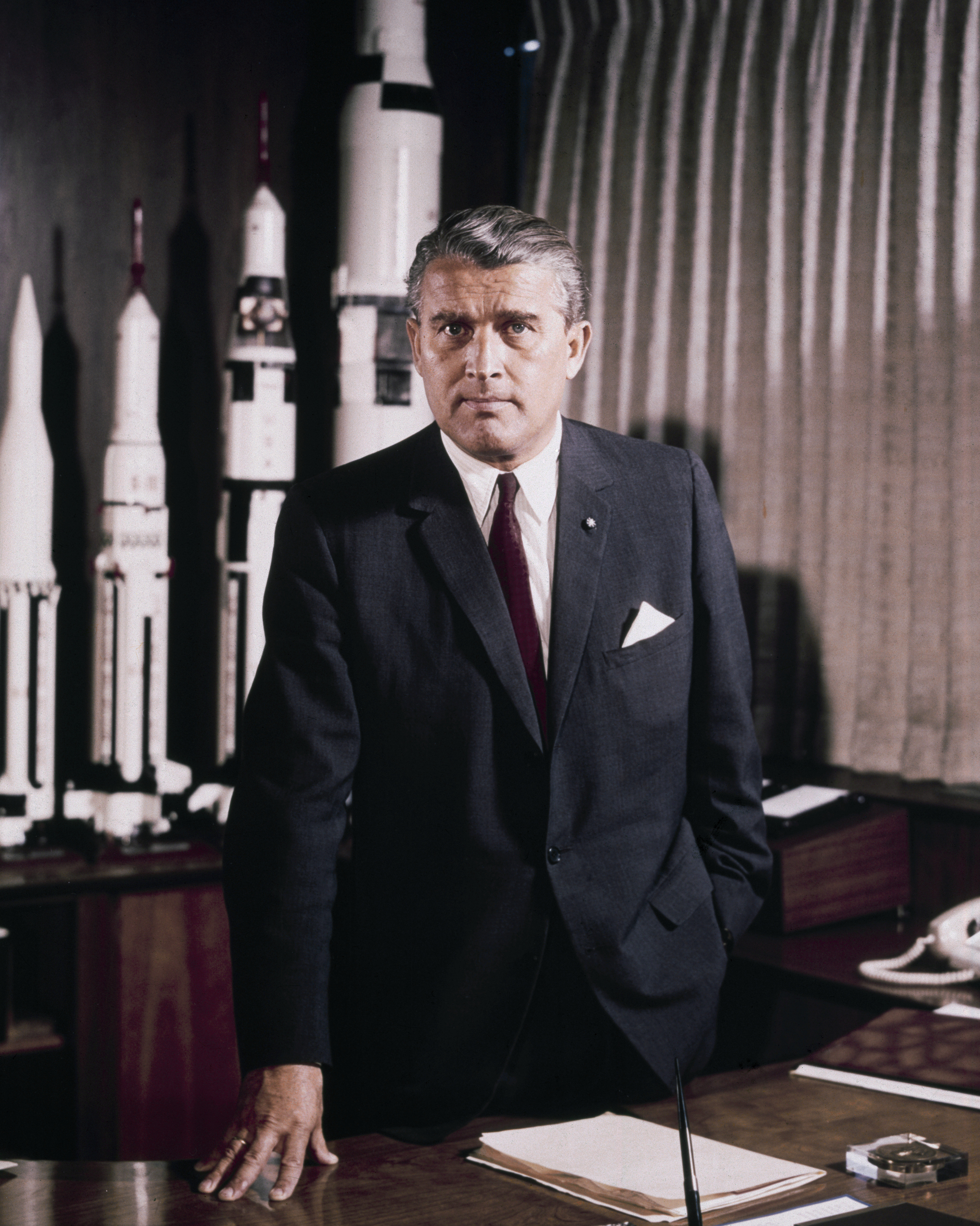
ヴェルナー・フォン・ブラウン / 6月16日没

## （1日 - 15日）
- 6月1日 - 鈴木正吾、政治家・ジャーナリスト（* 1890年）
- 6月2日 - スティーヴン・ボイド、俳優（* 1931年）
- 6月3日 - アーチボルド・ヒル、生理学者（* 1886年）
- 6月3日 - ロベルト・ロッセリーニ、映画監督（* 1906年）
- 6月5日 - 沢村五郎、牧師・神学教育者（* 1887年）
- 6月6日 - 筑波雪子、女優（* 1906年）
- 6月7日 - オットー・カイザー、フィギュアスケート選手（* 1901年）
- 6月8日 - 起雲山世志介、大相撲力士（* 1932年）
- 6月9日 - 雨宮綾夫、物理学者（* 1907年）
- 6月9日 - 小西得郎、元プロ野球監督（* 1896年）
- 6月9日 - ヘルマン・ホイヴェルス、教育者・宗教家・劇作家（* 1890年）
- 6月11日 - 辰巳浜子、主婦・料理研究家（* 1904年）
- 6月13日 - トール・ベルシェロン、気象学者（* 1891年）
- 6月13日 - マシュウ・ガーバー、俳優（* 1956年）
- 6月13日 - 原田三夫、科学ジャーナリスト（* 1890年）
- 6月15日 - 神田久太郎、柔道家（* 1897年）

## （16日 - 30日）
- 6月16日 - ヴェルナー・フォン・ブラウン、ロケット技術者（* 1912年）
- 6月18日 - 服部龍太郎、音楽評論家（* 1900年）
- 6月19日 - オレブ・ベーデン＝パウエル、ボーイスカウト創始者ロバート・ベーデン＝パウエルの妻（* 1889年）
- 6月20日 - 大熊信行、経済学者・評論家・歌人（* 1893年）
- 6月20日 - 甘露寺受長、華族（伯爵）（* 1880年）
- 6月21日 - ブルース・C・ヘーゼン、海洋学者（* 1924年）
- 6月21日 - 延原謙、編集者・翻訳家（* 1892年）
- 6月22日 - 松村一人、哲学者・法政大学名誉教授（* 1905年）
- 6月24日 - 森茂雄、元プロ野球選手（* 1906年）
- 6月26日 - 乙部泉三郎、図書館員・第2代県立長野図書館長（* 1897年）
- 6月27日 - 長谷川幸延、小説家・劇作家（* 1904年）
- 6月28日 - 田結穣、海軍軍人（* 1890年）
- 6月28日 - 尾津喜之助、露天商・関東尾津組組長（* 1897年）
- 6月29日 - 森三千代、詩人・作家（* 1901年）
- 6月30日 - 一条栄子、探偵作家（* 1903年）
- 6月30日 - 神田博、政治家・厚生大臣（* 1903年）